# Екситър
Ѐкситър (на английски: Exeter, [ˈɛksɨtər], Екситър) е град в средната източна част на област Девън, Югозападна Англия. Той е административен център на графството, а също и катедрален град – център на англиканска епархия. Населението на града към 2001 г. е 106 772 жители.
Градът е най-югозападното укрепено селище по времето на римското владичество в Британия (43 пр.н.е. – 410 година). Централна забележителност е Екситърската катедрала построена през XII век.

## История
Намерени монети свидетелстват за наличието на селище търгувало със Средиземноморието още по времето на елинистичния период III-I век пр.н.е.
Латинското наименование на Екситър е било Isca Dumnoniorum по името на Dumnonii – британско келтско племе, населявало района на днешен Девън. Този Опидум със сигурност е съществувал преди фактическото основаване на римския град тук през 50 година пр.н.е. Останки от значителен римски термален комплекс са открити при разкопки през 1970-те години. Градът е стартова точка за римския път Fosse Way. Намерените повече от 1000 римски монети показват значимостта на селището като търговски център. По датите на монетите се предполага, че градът е бил на върха на просперитета си в началото на IV век. Липсата на предмети, датирани след 380 година, показват настъпването на рязък упадък. След напускането на Британия от римляните в началото на V век, нищо не се знае за селището за период от 270 години до около 680 година, когато документ за Свети Бонифаций показва, че той е бил обучаван в абатството на Екситър.

## География
Екситър е разположен около устието на река Екс, на 60 километра североизточно от най-големия град на графството Плимът и на около 265 километра югозападно от Лондон. На 14 километра в югоизточна посока се намира бреговата линия към „английския канал“ известен и с името Ла Манш.
На три километра източно от околовръстния път на града до селцето Клист Хонитън е разположено международното летище Екситър.
В непосредствена близост до града, преминава Магистрала М5, свързваща югозападната част на страната с Бристъл, а от там и с останалата магистрална мрежа.

## Демография
Изменение на населението за период от две десетилетия 1981 – 2001 година:
| година    | 1981   | 1991   | 2001    |
| --------- | ------ | ------ | ------- |
| население | 88 235 | 94 717 | 106 772 |

Разпределение на населението по етническа и расова принадлежност към 2005 година:
- Бели британци – 89,5%
- Бели ирландци – 0,6%
- Бели други – 4,3%
- Индийци – 0,9%
- Пакистанци – 0,3%
- Китайци – 1,7%
- Азиатци други – 0,7%
- Черни – 0,8%
- Смесени – 1,2%